# Hohoe Municipal District
Koordinaten: 7° 9′ N, 0° 29′ O
Der Hohoe Municipal District ist einer von 18 Distrikten der Volta Region im Osten Ghanas mit einer Gesamtfläche von 367 Quadratkilometern. Der Distrikt hatte im Jahr 2021 114.472 Einwohner.

## Geographie
Im Osten grenzt der Nachbarstaat Togo, im Süden der Afadzato South District, im Südosten der Kpando Municipal District  und im Norden die Distrikte Biakoye und Jasikan der Oti Region an den Distrikt.
Die Nationalstraße 2 führt in Nord-Süd-Richtung durch den ganzen Distrikt.